# Tadeusz Konopka

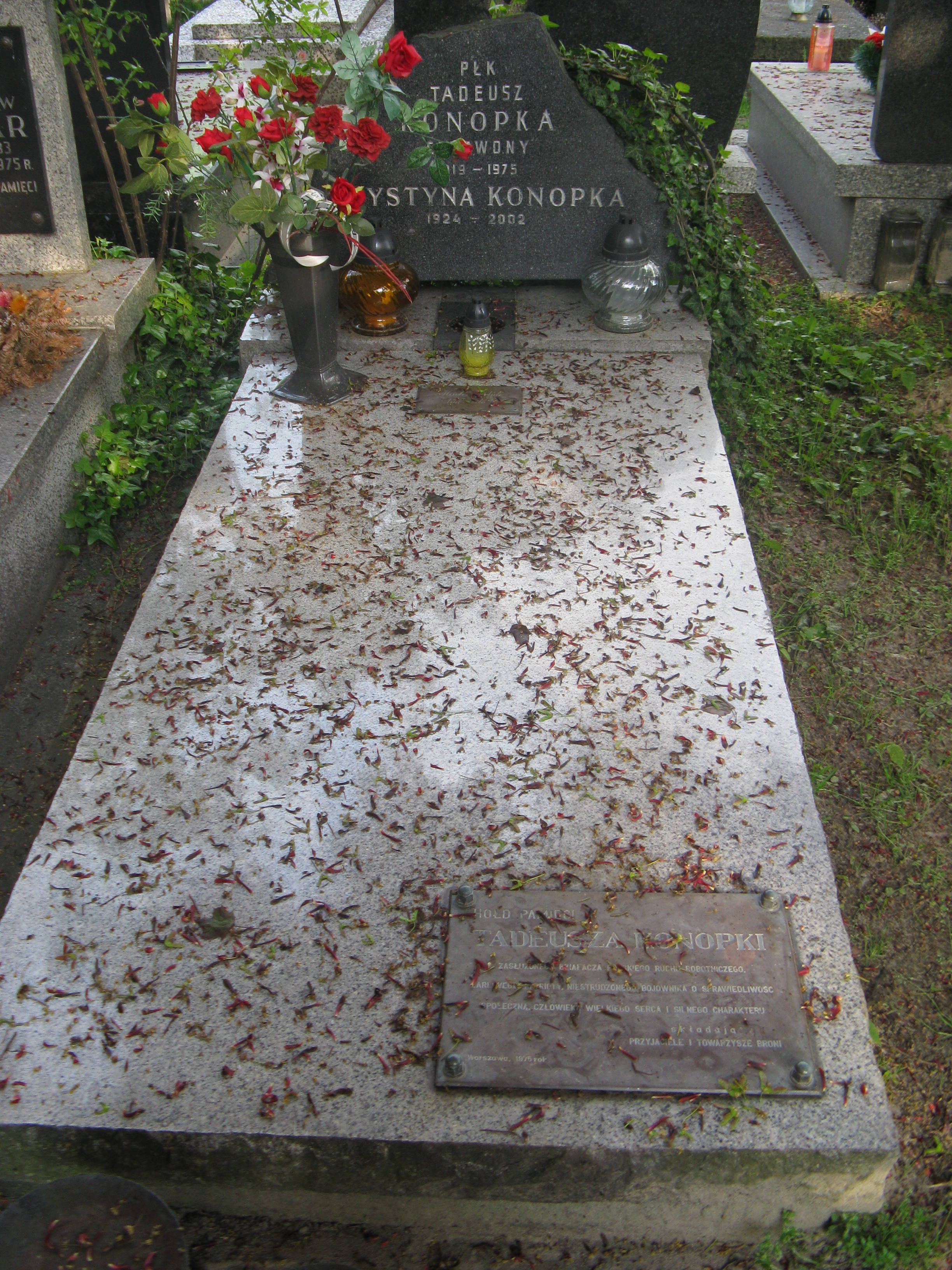
Grób Tadeusza Konopki na Cmentarzu Wojskowym na Powązkach

Tadeusz Konopka pseud. Czerwony (ur. 15 października 1919 w Drewnicy w Ząbkach, zm. 5 lipca 1975 w Warszawie) – działacz komunistyczny, żołnierz GL-AL, oficer aparatu bezpieczeństwa PRL.

## Życiorys
Po ukończeniu szkoły w 1935 pracował jako cieśla. Od 1934 był członkiem młodzieżowej organizacji komunistycznej „Pionier”, a rok później wstąpił do KZMP. Po rozwiązaniu KPP i KZMP w sierpniu 1938 należał do kół młodzieżowych PPS. W połowie 1940 współtworzył komunistyczną organizację konspiracyjną RRR-Ch „Młot i Sierp” i został jej sekretarzem. W 1941 związał się ze Stowarzyszeniem Przyjaciół ZSRR. Od lutego 1942, gdy Stowarzyszenie weszło w skład PPR, był sekretarzem Komitetu Dzielnicowego (KD) PPR Drewnica-Marki i członkiem Komitetu Okręgowego (KO) PPR Warszawa-Prawa Podmiejska. Równocześnie był członkiem sztabu dzielnicowego GL. 22 sierpnia 1943 ukończył kurs minerski i brał udział w wielu akcjach dywersyjnych. Od końca 1943 był członkiem sztabu okręgowego GL. W sierpniu 1944 został wraz ze swoim oddziałem wcielony do 7 Dywizji Piechoty i mianowany dowódcą batalionu. W październiku 1944 został kierownikiem XIV Komisariatu MO przy ul. Wileńskiej. Potem dowodził grupą operacyjną MO. 10 lutego 1945 został kapitanem UB i szefem PUBP w Płocku (do 1 kwietnia 1946). Na tym stanowisku współdziałał z Władysławem Rypińskim, był członkiem jego „szwadronu śmierci” skrytobójczego mordującego politycznych przeciwników władzy komunistycznej. Był delegatem na I Zjazd PPR w grudniu 1945. Od 1 kwietnia do 29 listopada 1946 był naczelnikiem Wydziału V WUBP w Warszawie. Następnie został skierowany na przeszkolenie do MBP, gdzie od kwietnia do lipca 1947 był referentem Departamentu V MBP. 11 lipca 1947 przeszedł do służby w MO i do 30 stycznia 1949 był starszym inspektorem w Sekcji Peryferyjnej KG MO, następnie zastępcą naczelnika jednego z wydziałów Komendy Wojewódzkiej MO w Warszawie. W lipcu 1949 wysłany na kurs do Akademii Sztabu Generalnego. Zdemobilizowany w czerwcu 1950, został dyrektorem Zakładów Chemicznych „Halogen” (do stycznia 1951), później pracował w budownictwie i gospodarce komunalnej jako naczelnik wydziału kadr i dyrektor różnych przedsiębiorstw. 6 lipca 1957 został usunięty z PZPR za „niemoralną postawę i dwulicowość”. W październiku 1960 na mocy rozkazu ministra obrony narodowej został zmobilizowany w stopniu majora, a w 1963 mianowany podpułkownikiem. 2 stycznia 1970 przywrócono mu członkostwo w PZPR. 

## Odznaczenia
Był odznaczony m.in. Orderem Krzyża Grunwaldu II klasy i Krzyżem Kawalerskim Orderu Odrodzenia Polski. 

## Miejsce spoczynku
Pochowany na wojskowych Powązkach (kwatera D33-1-13).